# دینکل
دینکل (به انگلیسی: Dinkel) رودخانه‌ای است که در هلند و آلمان جریان دارد.